# Paulino Santos
Paulino Torres Santos (Camiling, 22 de junio de 1890 – † Kiangan, 29 de agosto de  1945) fue un  militar filipino, comandante general del Ejército de Filipinas desde el 6 de mayo al 31 de diciembre de 1936. Administrador civil durante la presidencia de Manuel L. Quezon y  Comisario de Mindanao y Sulu bajo la ocupación japonesa de Filipinas en la conocida como Segunda República Filipina.

## Biografía
Nacido en Camiling, provincia de Tarlac en el norte de la isla de Luzón, fruto del matrimonio formado por Remigio Santos y Rosa Torres. Recibe educación española entre los años 1897 y 1900 acudiendo tras la ocupación estadounidense de Filipinas a la escuela en idioma inglés obteniendo en 1907, tras concluir exitosamente el sexto grado, el nombramiento de maestro municipal, cargo que desempeñó hasta el año siguiente.
En 1908, con 18 años de edad, ingresa en el Philippine Constabulary, organismo que sustituye a la Guardia Civil (Guwardiya Sibil), con la graduación de soldado, alcanzando en 1912 el cargo de  secretario de la función pública. Ese mismo año, se matriculó en la Escuela de Oficiales en donde se graduó dos años más tarde. Santos fue nombrado tercer teniente en 1914.
Contrajo matrimonio en Bulacán con Elisa Ángeles y fueron padres de siete hijos.

## Carrera militar
Como soldado, Santos sirvió en la campaña de Lanao de 1916 contra los moros, donde sufrió heridas de  lanza, y también en  la campaña Bayang Cota de 1917, donde fue herido de nuevo, pero esta vez de bala.
El teniente Santos, a frente de su pelotón, penetra en el baluarte musulmán de Lumamba por la brecha abierta tras el bombardeo artillero, escalando la muralla para entablar un sangriento combate cuerpo a cuerpo, matando a 30 moros.
Por este hecho de armas excepcional, el Gobernador General Frank Murphy (1933-35) le otorgó, la medalla al valor, el más alto galardón militar, para "valentía en la acción".
Al crearse en 1935 la Mancomunidad Filipina (1935-46) (Commonwealth of the Philippines) en la ceremonia inaugural fue nombrado asesor del presidente Quezón, ocupando los cargos de juez de paz para las provincias de Lanao y Sulu, y Tesorero de Lanao y gobernador de la provincia de Lanao.
Director de la Oficina de Prisiones (1930-1936).
En 1936 fue  ascendido al empleo de general de brigada ocupando el cargo de jefe adjunto del Estado Mayor del Ejército de Filipinas ascendiendo este mismo año a jefe de Estado Mayor con el rango de Mayor General.
En 1937, el presidente Quezon le dio la difícil y peligrosa tarea de minimizar, si no eliminar el problema de la piratería mora destruyendo Kotas, principalmente Kota Dilausan en Lanao.
Su mandato como jefe del Estado Mayor del Ejército terminó en diciembre de 1938.

## Administración Nacional de Colonización
Tras su cese fue  nombrado director general de la Administración Nacional de Colonización, cargo que desempeña hasta 1941, cuando estalló la Segunda Guerra Mundial.
El 27 de febrero de 1939, siguiendo las instrucciones del presidente Quezón asentó un primer grupo de 200 inmigrantes de Luzón y Visayas en Lagao en la zona de Valle de Koronadal, estas personas con su trabajo formaron una colonia productiva y progresiva de seis comunidades.

## Colaboración con los japoneses
Durante la ocupación japonesa Santos decidió cooperar con los invasores para evitar el derramamiento de sangre en la parte superior de Koronadal y los Valles de Alá. Consigue pacificar la zona que queda sometida, sirviendo como gerente bajo órdenes japonesas. Satisfechos los japoneses con su labor, en 1943 fue nombrado Comisario de Mindanao y Sulu.
En agosto de 1944, fue llamado a Manila por el presidente José P. Laurel para hacerse cargo como jefe de la Policía de Filipinas (Philippine Constabulary).
Acude al norte de Luzón región que comenzaba a ser bombardeada por  los estadounidenses, llegando a Nueva Écija en compañía de su ayudante, el sargento Juan "Johnny" Ablan. Además de suministrar a la gente comida, agua, etc. también ayudó a las guerrillas, por lo que fue hecho prisionero en enero por el general japonés Kenshichi Masouka.
Al retirarse los japoneses el prisionero fue trasladado primero a la provincia de Nueva Vizcaya, y luego en el sitio de Tamangan de Kiangan en las montañas de Ifugao.
Durante su cautiverio en la estación lluviosa, Santos enfermó, pero el general Masouka se negó a trasladar al general de enfermo a un hospital estadounidense situado a pocos kilómetros de Kiangan, falleciendo de neumonía el 29 de agosto de 1945.

## Reconocimiento

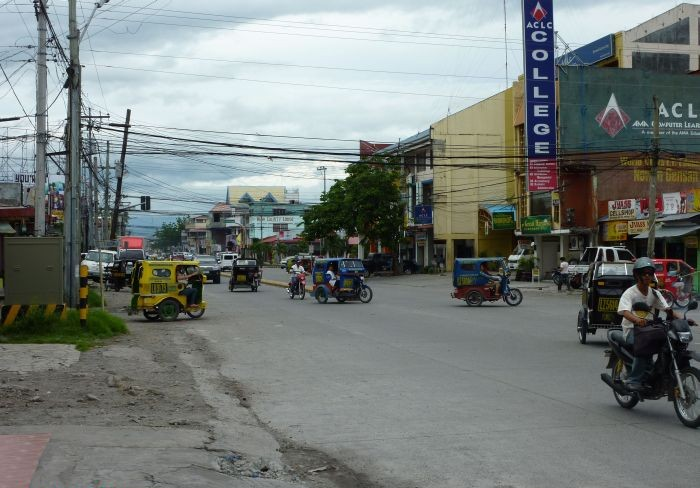
Paisaje urbano de la ciudad General Santos.

Por sus esfuerzos pioneros en los Valles de Koronadal y Alá, el municipio de Dadiangas, cuando obtuvo el título de ciudad, el 5 de septiembre de 1968, fue rebautizada con el nombre de General Santos (Dakbayan sa General Santos).